# Тарнавский, Александр Григорьевич
Алекса́ндр Григо́рьевич Тарна́вский (род. 28 января 1977, Комрат, Молдавская ССР) — молдавский политик, бывший председатель Народного Собрания Гагаузии.

## Биография
Родился 28 января 1977 года в Комрате.
Окончил Приднестровский государственный университет им. Т. Г. Шевченко по специальности «экономист-бухгалтер», затем — Академию публичного управления при Президенте Республики Молдова по специальности «экономика и публичный менеджмент»; магистр публичного управления.
Работал экономистом, заместителем главного бухгалтера при мэрии муниципия Комрат; начальником отдела экономики аппарата председателя Комратского района, начальником отдела финансов Комратского района, заместителем примара муниципия Комрат по финансово-бюджетным вопросам.
В 2012—2016 годы — депутат Народного Собрания Гагаузии V созыва (был избран как независимый депутат от Комратского избирательного округа № 3), заместитель Председателя Народного Собрания Гагаузии. С 20 января 2017 года — председатель Народного Собрания Гагаузии.
Состоит в общественном объединении «Новая Гагаузия», является председателем Агентства по привлечению грантов при мэрии муниципия Комрат.